# Tipula waltoni
Tipula waltoni är en tvåvingeart som beskrevs av Edwards 1928. Tipula waltoni ingår i släktet Tipula och familjen storharkrankar. Inga underarter finns listade i Catalogue of Life.